# Mary Poppins

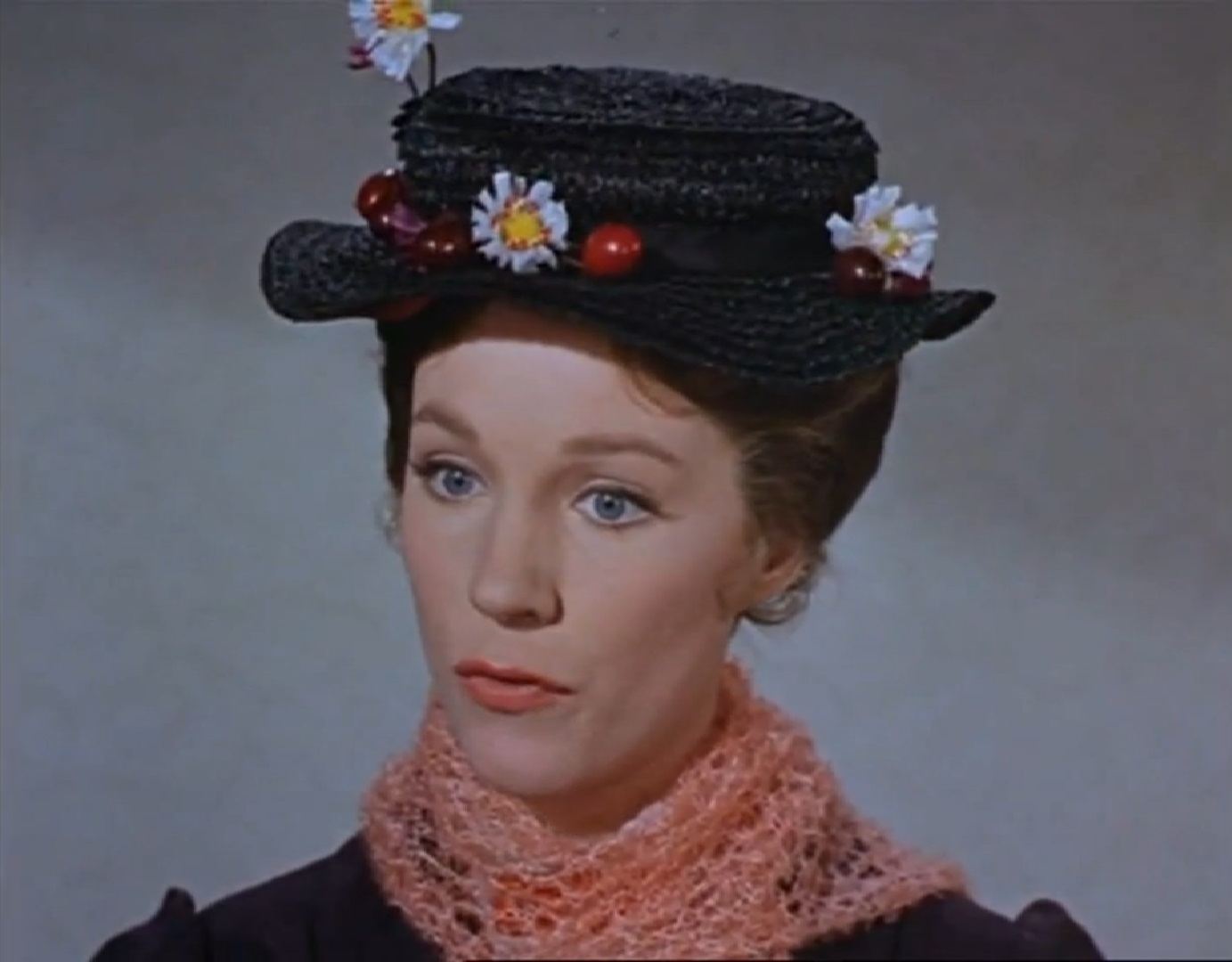
Julie Andrews jako Mary Poppins w filmie opartym na książkach P.L. Travers

Mary Poppins – główna bohaterka serii książek dla dzieci napisanych przez Pamelę L. Travers i zilustrowanych przez Mary Shepard. Na podstawie książek o Mary Poppins powstał film oraz wiele sztuk teatralnych. 
Akcja książek z tej serii toczy się w Londynie. Przy ulicy Czereśniowej 17 mieszka rodzina Banksów. Pewnego dnia w ich domu pojawia się nowa niania – Mary Poppins. Dzieci, początkowo nieufne wobec opiekunki, bardzo szybko przywiązują się do niej – ma ona bowiem magiczne umiejętności. Dzięki nim dzieci przeżywają mnóstwo niesamowitych, fantastycznych przygód. W książce zatarte są granice pomiędzy tym, co realne i tym, co nierealne.
Seria o Mary Poppins wprowadza zupełnie nowy typ bohaterki książek dla dzieci. P.L. Travers nie dzieli swoich bohaterów na pozytywnych i negatywnych. Mary nie wzbudza sympatii w czytelniku. Jest egocentryczna, próżna i niemiła. Na wszelkie pytania dzieci odpowiada szorstko i sarkastycznie. Mimo to kocha dzieci, troszczy się o nie i zamienia ich życie we wspaniałą bajkę.

## Seria książek o Mary Poppins
- Mary Poppins, opublikowana w 1934 (polskie wydanie, "Nasza Księgarnia", 1938)
- Mary Poppins wraca, opublikowana w 1935 (polskie wydanie, "Nasza Księgarnia", 1960)
- Mary Poppins otwiera drzwi, opublikowana w 1943 (polskie wydanie, "Nasza Księgarnia", 1962)
- Mary Poppins w parku, opublikowana w 1952 (polskie wydanie, "Nasza Księgarnia", 1962)
- Mary Poppins od A do Z, opublikowana w 1962 (polskie wydanie 2014)
- Mary Poppins w kuchni, opublikowana w 1975 (polskie wydanie 2014)
- Mary Poppins na ulicy Czereśniowej, opublikowana w 1982 (polskie wydanie, "Nasza Księgarnia", 1987)
- Mary Poppins i numer 18, opublikowana w 1988 (polskie wydanie 1991, inny tytuł Mary Poppins i sąsiedzi, 2010)

Tłumaczką czterech pierwszych pozycji jest Irena Tuwim. Pierwsze (przedwojenne) polskie wydanie książki zatytułowane było "Agnieszka", dopiero w późniejszych wydaniach na życzenie autorki przywrócono głównej bohaterce oryginalne imię.

## Postaci pierwszoplanowe
- Mary Poppins pojawia się w książce, gdy pani Banks szuka kogoś na miejsce niani. Mary Poppins przybywa wraz ze wschodnim wiatrem z parasolką z papuzią rączką w jednej ręce i dywanikową torbą w drugiej. Choć opiekuje się dziećmi znacznie lepiej niż poprzednia niania, jest wyjątkowo nieprzyjemna.  Nie jest zbyt urodziwa, co nie przeszkadza jej być próżną i zadufaną w sobie. Ciągle spiera się z Janeczką i Michasiem, strofuje ich. Jest sarkastyczna i oschła. W wersji filmowej (z Julie Andrews, z 1964), Mary Poppins znacznie różni się od książkowego oryginału: jest miłą, kochającą nianią, która traktuje dzieci z matczyną troskliwością. Mary Poppins jest niezwykle tajemnicza, nigdy nie odpowiada jasno na zadawane jej pytania, np. gdy dzieci pytają, czy zostanie z nimi na zawsze odpowiada: "zostanę, póki wiatr się nie zmieni".
- Dzieci państwa Banksów: najstarsza Janeczka (ang. Jane), jej brat, Michaś (ang. Michael) oraz bliźnięta: Jaś i Basia (ang. John, Barbara). W książce pt. "Mary Poppins wraca" pojawia się piąte dziecko państwa Banksów – Amelka (ang. Annabel).
- Pani Banks
- Pan Banks

## Postaci drugoplanowe
- Helenka (ang. Ellen), służąca państwa Banksów.
- Jakubowa (ang. Mrs. Brill), kucharka państwa Banksów.
- Maciuś (ang. Robertson Ay), leniwy służący państwa Banksów, zajmuje się głównie spaniem. W książce Mary Poppins wraca zasugerowano, że jest on Nicponiem i Ladaco (ang. Dirty Rascal) z dziecinnego wierszyka "Król, Zamku Władca" (ang. "King of the Castle").
- Admirał Bum (ang. Admiral Boom), sąsiad państwa Banksów, dumny właściciel domu w kształcie statku.
- Panna Skowronek (ang. Miss Lark), sąsiadka państwa Banksów – bogata, pretensjonalna starsza pani.
- Duduś (ang. Andrew), niezwykle rozpieszczany piesek panny Skowronek, który mając dosyć jej nadopiekuńczości, zaprzyjaźnia się z ulicznym kundlem Anastazym (ang. Willoughby) i wymusza na swojej właścicielce przygarnięcie go pod jej dach.
- Bobi (ang. Bert), sprzedawca papierosów. Jest przyjacielem Mary Poppins, wie o jej magicznych umiejętnościach.